# Zbrodnia w Lachawie
Zbrodnia w Lachawie – zbrodnia dokonana przez jednostkę ludowego Wojska Polskiego (oddział manewrowy 28 pułku piechoty) 1 stycznia 1946 na ukraińskich mieszkańcach wsi Lachawa.
Oddział manewrowy 28 pp natknął się we wsi na sotnię UPA „Jara”, która wycofała się po kilkugodzinnej walce, tracąc 3 do 7 żołnierzy. Po wycofaniu się sotni żołnierze 28 pp rozstrzelali koło szkoły 9 mieszkańców, w tym 14- i 15-letniego chłopca. Wojsko spaliło również szkołę i większą część wsi. Kilkunastu aresztowanych mieszkańców Lachawy wysłano do aresztu w Birczy, gdzie trzech z nich zostało zabitych 7 stycznia rano, po III ataku UPA na Birczę, i pochowanych w dole wraz z poległymi żołnierzami UPA. Dwie osoby zostały tak ciężko pobite, że zmarły w drodze powrotnej do Lachawy.